# Quercus rex
Quercus rex Hemsl. – gatunek roślin z rodziny bukowatych (Fagaceae Dumort.). Występuje naturalnie w północno-wschodniej części Indii, Mjanmie, Laosie, Wietnam oraz południowych Chinach (w południowym i zachodnim Junnanie).

## Morfologia
PokrójZimozielone drzewo dorastające do 30 m wysokości.
LiścieBlaszka liściowa jest nieco skórzasta i ma kształt od odwrotnie jajowatego do odwrotnie jajowato lancetowatego. Mierzy 15–20 cm długości oraz 6–9 cm szerokości, jest piłkowana na brzegu, ma klinową nasadę i wierzchołek od ostrego do spiczastego. Ogonek liściowy jest omszony i ma 20–30 mm długości.
OwoceOrzechy o podługowatym kształcie, dorastają do 25–35 mm długości i 35–50 mm średnicy. Osadzone są pojedynczo w kubkowatych miseczkach do 35–50% ich długości. Same miseczki mierzą 35–50 mm średnicy.

## Biologia i ekologia
Rośnie w gęstych lasach, na wysokości od 1100 do 1800 m n.p.m. Kwitnie od kwietnia do maja, natomiast owoce dojrzewają od października do listopada.